# Deutscher Werkbund
Deutscher Werkbund e. V. (DWB, překlad: Svaz německého díla) je německá skupina umělců, architektů, designérů a řemeslníků. Díky svému přístupu k umění a designu je považován za jeden z důležitých momentů vývoje moderní architektury a designu.

## Historie
Deutscher Werkbund byl založen roku 1907 v Mnichově na podnět Hermanna Muthesiuse spolu s Karlem Schmidtem a Friedrichem Naumannem. Svými myšlenkami se odkazovali na britské hnutí Arts and Crafts a to zejména na funkční hlediska která Muthesius velebil ve své knize Anglický dům (1904–1905). Muthesius věřil že pro Německé návrháře spočívá cesta dopředu ve vysoce kvalitních průmyslových výrobcích, a to charakteristicky moderních a německých. Jeho cílem nebylo jen změnit německé bydlení a domy ale chtěl ovlivnit charakter celé generace, která by zaujala vůdčí místo v užitém umění, svobodně vyvíjela to nejlepší a uplatnila se po celém světě.
Skupina se vyznačovala důrazem na funkčnost, výkonný industriální styl, standardizaci projektových řešení a vyhraněnými názory na průmyslový design. Ten pokládali za jednu z forem umění. Zpočátku bylo ve svazu dvanáct architektů a dvanáct firem. Mezi tyto architekty patřil například Peter Behrens, Theodor Fisher, Josef Hoffmann Van de Velde a Bruno Paul.
Do roku 1908 pořádal Werkbund pravidelné konference a jejich výsledky publikoval jako brožury a později i jako vlivné tematické ročenky (např. Umění v průmyslu a obchodu 1913, Doprava 1914). Ty obsahovaly eseje, ilustrace návrhů členů federace. Také se zde objevily například interiéry parníků Bruno Paula, návrh zahradního města Hellerau, návrhy interiérů tramvají od Adolfa Grenandera a návrhy užitého umění.
Svou první výstavu uspořádala skupina v Kolíně nad Rýnem v roce 1914. Zde představovali širokou paletu stylů a spojitost architektury a průmyslu. Na této výstavě Muthesius ve svém projektu navrhoval že by Werkbund měl obhajovat „typizované“ objekty a standardizaci návrhů pro průmysl. Tento výrok však Van de Velde a ostatní členové „uměleckého křídla“ považovali za útok na uměleckou svobodu a přinutili ho, aby svůj návrh stáhnul.
Deutscher Werkbund se začal dramaticky rozrůstat. Zatím co v roce 1908 měl 491 členů, v roce 1915 to bylo kolem 1970 členů a dosáhl skoro 3000 členů v roce 1929. Stal se významným společenstvím umělců, návrhářů, architektů, řemeslníků, učitelů, publicistů a průmyslníků.
Roku 1919 se Werkbund sešel ve Stuttgartu k diskusi o své budoucnosti. Zde se opět otevřeli debaty má-li mít hlavní slovo výrobce nebo výtvarník. Za předsedu spolku zde byl zvolen Hans Poelzig po svém proslovu, ve kterém odsoudil průmysl a obhajoval regeneraci řemesla a ruční výroby. Podpora Polezigova radikálnějšího postoje byla ovšem jen krátkodobá a v roce 1921 byl předsedou zvolen umírněnější Riemerschmid.
Během 20. let se Werkbund vzdaloval řemeslu a expresionismu a více podporoval průmysl a funkcionalismus. Přidali se k němu další významní architekti (např. Ludwig Miese Van der Rohe)
Největším úspěchem spolku byla výstava hotového sídliště ve Stuttgartu roku 1927. Stuttgartské sídliště Weissenhof (Weissenhohsiedlung) představovalo budoucnost komplexního bydlení. Navštívilo ho půl milionu návštěvníků.
Werkbund byl rozpuštěn roku 1934 vlivem hospodářské deprese a sílícímu nacismu. Po druhé světové válce byl obnoven a rozšířil svou působnost, aby se mohl věnovat političtějším otázkám včetně plánů poválečné rekonstrukce a ekologii. Jako organizace mělo ovšem největší vliv v prvních dvou dekádách dvacátého století a podnítil vznik podobných organizací ve Švýcarsku a v Rakousku.
Deutscher Werkbund především upozornil na nezbytnost reformy designu ve smyslu lepší spolupráce umění a průmyslu.

### Klíčová data
- 1907 – Založení svazu v Mnichově
- 1914 – Výstava
- 1920 – Lilly Reich se stává první ženou – ředitelkou
- 1924 – Výstava v Berlíně
- 1927 – Výstava ve Stuttgartu
- 1929 – Výstava ve Vratislavi
- 1938 – Svaz byl nacisty zrušen
- 1949 – Obnova svazu